# Síndrome de Hallermann-Streiff
El síndrome de Haller-Streiff (SHS) es el resultado de una rara mutación genética en los seres humanos. 
Los epónimos de este síndrome son los doctores Wilhelm Hallermann, Enrico Bernardo Streiff y Jules François.
El síndrome de Hallermann-Streiff se caracteriza por braquicefalia, hipotricosis, microftalmía, micro/retrognatia, atrofia cutánea, nariz en pico de loro, cataratas congénitas, hipoplasia del tercio medio facial, anormalidades dentales y estatura baja proporcionada. Alrededor del 10% de los casos se acompañan de retraso neuro-motor.
Debido a la talla baja e hipoplasia facial, la lengua de las personas con SHS parece ser de mayor tamaño que el promedio de la población, esto se debe a la desproporción del tamaño entre el macizo facial y los músculos de la lengua llevando a los afectados frecuentemente a problemas en la ingestión de alimentos y el la respiración. 
Debido a las malformaciones oculares suele producirse una fuerte deficiencia visual o incluso ceguera a temprana edad.
Estudios en afectados muestran que se transmite tanto en forma autosómica recesiva como autosómica dominante, sin embargo también puede presentarse como una mutación "de novo".
La causa se debe a una mutación en el gen GJA1 que codifica para la conexina de unión tipo GAP Cx 43. Debido a la rareza del síndrome los estudios científicos actuales provienen de estudios de casos similares. Se conocen 150 casos en todo el mundo.